# El Pensamiento
El Pensamiento är en ort i Mexiko.   Den ligger i kommunen Tenosique och delstaten Tabasco, i den sydöstra delen av landet, 800 km öster om huvudstaden Mexico City. El Pensamiento ligger 46 meter över havet och antalet invånare är 101.
Terrängen runt El Pensamiento är huvudsakligen platt, men söderut är den kuperad. Runt El Pensamiento är det ganska glesbefolkat, med 26 invånare per kvadratkilometer. Närmaste större samhälle är Tenosique de Pino Suárez, 4,8 km väster om El Pensamiento. Trakten runt El Pensamiento består till största delen av jordbruksmark.